# طيثاريات الشكل
طيثاريات الشكل (الاسم العلمي: Tipulomorpha) هي تحت رتبة من الحشرات تتبع رتيبة خيطيات القرن من رتبة ذوات الجناحين.

## التصنيف
- الطيثارينات
  - الطيثارية
    - الطيثاراوات
      - الطيثارة